# Гадомский, Станислав
Стани́слав Ко́стка Гадомский (пол. Stanisław Kostka Gadomski; 1718—1797) — воевода ленчицкий c 1787 года, маршалок сейма, генерал-лейтенант войск коронных Речи Посполитой, подкоморий сохачевский и писарь генерального войска коронного c 1760 года, староста червоногородский, болимовский, рабштынский и рогатинский. Был при Станиславе Августе Понятовском посланником в Пруссии.

## Биография
Сопровождал изгнанного Станислава Лещинского в Лотарингию, где прошёл военное обучение в Рыцарской Академии в Нанси. Во время Войны за австрийское наследство служил во французском войске. Принимал участие в Силезских войнах на стороне Пруссии. После возвращения в Польшу был сторонником пропрусской партии Потоцких.
В 1747 году стал адъютантом гетмана великого коронного Юзефа Потоцкого. В 1752—1754 годах получил пенсию от французского посла 400 дукатов в год. В 1757 году стал генерал-майором войска коронного, назначен в асессорский коронный суд. В 1760 году стал войсковым депутатом в Казённом трибунале радомском. В 1762 году стал генерал-лейтенантом.
В 1760 году был избран послом на вальный сейм, в 1764 году на Конвокационный сейм, в 1766 году на Сейм Чаплика), в 1767 году на Сейм Репнина.
Голосовал за избрание королём Станислава Августа Понятовского. В 1766 году был награждён Орденом Святого Станислава. Присоединился к Радомской конфедерации. В 1767 году входил в состав делегации сейма, которая возникла под давлением русского посла Н. В. Репнина, с целью создания конституции Речи Посполитой.
По рекомендации прусского посла входил в состав постоянного совета. В 1786 году был избран маршалком сейма и награждён орденом Белого орла.

## Семья
- Отец — Семён Гадомский, чашник брацлавский, мать — Агата Студзинская.
- Сестра Соломия (р.1720) — вышла замуж за Иосифа Дембровского, герба Елита, стольника плоцкого[4].

## Награды
- Кавалер Ордена Белого орла (1786)
- Кавалер Ордена Святого Станислава (1766)